# Port lotniczy Aarhus
Port lotniczy Aarhus (duń. Aarhus lufthavn, kod IATA: AAR, kod ICAO: EKAH) – międzynarodowy port lotniczy położony na Półwyspie Jutlandzkim, czwarty pod względem wielkości w Danii.

## Linie lotnicze i połączenia
| Linia lotnicza                  | Kierunek |
| ------------------------------- | --- |
| Air Cairo                       | Sezonowe czartery: 1. Hurghada 2. Szarm el-Szejk                                                                             |
| Airseven                        | Sezonowe czartery: 1. Chania 2. Madera 3. Neapol 4. Palma de Mallorca 5. Pafos 6. Preweza 7. Teneryfa-Południe 8. Zakintos   |
| BRA Braathens Regional Airlines | 1. Göteborg 2. Sztokholm-Bromma Sezonowo: 1. Visby Sezonowe czartery: 1. Gran Canaria 2. Palma de Mallorca                   |
| DAT                             | Sezonowo: 1. Bornholm |
| Ryanair                         | 1. Faro 2. Gdańsk 3. Londyn-Stansted 4. Malaga 5. Mediolan-Malpensa 6. Ryga Sezonowo: 1. Korfu 2. Palma de Mallorca 3. Zadar |
| SAS                             | 1. Kopenhaga 2. Oslo-Gardermoen 3. Sztokholm-Arlanda (od 14 sierpnia 2023)                                                   |
| Sunclass Airlines               | Sezonowe czartery: 1. Palma de Mallorca                                                                                      |
| Wizz Air                        | 1. Bukareszt (do 25 października 2023)                                                                                       |